# Noxubee County
Noxubee County er et county i den amerikanske delstat Mississippi. 
33°07′N 88°34′V / 33.11°N 88.57°V